# 207
Năm 207 là một năm trong lịch Julius. 